# Malalí
Malalí, pleme američkih Indijanac iz Minas Geraisa u Brazilu. Jezično čine samostalnu porodicu unutar Velike porodice Macro-Ge. Malali su obitavali na Serra Redonda i rijeci río Suasui Pequeno. (Mason 1950) ih jezično vodi kao jednu od Macro-Ge porodica, dok ih kasnije Loukotka (1968) klasificira među Machacalian govornike, te po njemu oni čine južnu skupinu Maxakalíja. 

## Vanjske poveznice
- An Analysis of the Pataxó Pharmacopoeia of Bahia, Brazil, Using an Object Oriented Database Model  Arhivirana inačica izvorne stranice od 5. rujna 2008. (Wayback Machine)